# 欲望のドア
「欲望のドア」（よくぼうのドア）は、日本のロックバンドであるRED WARRIORSの楽曲。
1989年5月21日に日本コロムビアのBODYレーベルから7枚目のシングルとしてリリースされた。作詞および作曲は木暮武彦が担当している。前作「LADY BLUE」（1989年）からおよそ3か月ぶりにリリースされた作品であり、4枚目のアルバム『Swingin' Daze』（1989年）からの先行シングルとなった。
アメリカ合衆国での活動を希望する木暮とメンバーとの間で意見が分かれたことからバンド解散が決定、解散が公式に表明された後にリリースされた楽曲。本作が収録されたアルバム『Swingin' Daze』の帯にはラスト・アルバムと明記されていた。オリコンシングルチャートにおいては最高位第17位となった。

## 背景
3枚目のアルバム『KING'S』（1988年）のリリースを受けたコンサートツアー「KING'S ROCK'N'ROLL SHOW」を行ったRED WARRIORSであったが、同アルバムのリリース時期に関してダイアモンド☆ユカイは、「俺たちにとっちゃ、首までつかった泥沼のはじまりだった」と述べ、解散の準備を始める切っ掛けの時期となったことを明かしている。その理由としてユカイはツアー本数の多さが原因となったことを指摘、デビュー前まではメンバー自ら運転し楽器運びや会計業務まで行っていたものの、デビュー後は自ら行う業務も減少し、演奏ミスがあってもライブは盛況であったことなどを踏まえて、「音楽のことなんて、ぜーんぜん考えなかった。なんの目標もないままの……ひでえ時期だったよ」とユカイは当時を述懐している。また自ら作り上げたRED WARRIORSというバンドがブランド化していた時期でもあり、バンドの扱い方が分からなくなっていたこともユカイは原因として挙げている。
同年11月21日には5枚目のシングル「STILL OF THE NIGHT」をリリース。同曲のミュージック・ビデオ撮影は南イングランドにあるテムズ川付近で行われた。その際に木暮武彦はアメリカ合衆国での活動を希望する発言を行い、RED WARRIORSの活動をアメリカ国内においてアマチュア、日本ではプロとして活動するという提案を行った。しかしメンバー全員からの賛同は得られず、東京に戻った際に木暮からの電話を受けたユカイは「もうバンドは解散した方がいいよ」と逆に提案する。その後木暮からアメリカでの活動に誘われたユカイは、メンバー各自が個別の活動を行うべきであると考えていたために返事ができずにいたが、ある日電話口で木暮は「おれ、やっぱ、ひとりでアメリカ行くわ」と述べたことから木暮単独でのアメリカ行きが決定された。解散に関しては1988年の秋にすべて決定しており、6枚目のシングル「LADY BLUE」が1989年2月1日にリリースされた時点で解散は決定事項となっていたため、同年1月に行われた日本武道館3日間連続公演も解散を前提に行ったものであるとユカイは述べている。

## リリース、チャート成績
本作は1989年5月21日に日本コロムビアのBODYレーベルから7インチレコードおよび8センチCDの2形態でリリースされた。本作は最後のアルバムとなった『Swingin' Daze』（1989年）からの先行シングルとなり、またカップリング曲である「Sister」も同作からの収録となった。
本作のシングル盤はオリコンシングルチャートにおいて最高位第17位の登場週数6回で、売り上げ枚数は2.9万枚となった。

## シングル収録曲
- シングルレコード付属の歌詞カードに記載されたクレジットを参照[9]。

| 全作曲: 木暮武彦、全編曲: RED WARRIORS、三国義貴。 |                |                     |            |      |
| #                                                  | タイトル       | 作詞                | 作曲・編曲 | 時間 |
| 1.                                                 | 「欲望のドア」 | 木暮武彦            | 木暮武彦   | 5:03 |
| 2.                                                 | 「Sister」     | ダイアモンド☆ユカイ | 木暮武彦   | 4:18 |
| 合計時間:                                          | 合計時間:      | 合計時間:           | 9:21       |      |

## スタッフ・クレジット
- シングルレコード付属の歌詞カードに記載されたクレジットを参照[9]。

### RED WARRIORS
- 木暮 "SHÄKE" 武彦 - ギター
- 田所 “ダイアモンド☆ユカイ” 豊 - ボーカル
- 小川清史 - ベース
- 小沼 "COMMA" 達也 - ドラムス

### 参加ミュージシャン
- 三国義貴 - キーボード

### スタッフ
- ベン・マシューズ - レコーディング・エンジニア、ミキシング・エンジニア

## リリース日一覧
| No. | リリース日    | レーベル              | 規格            | カタログ番号 | 最高順位 | 備考 |
| --- | ------------- | --------------------- | --------------- | ------------ | -------- | ---- |
| 1   | 1989年5月21日 | 日本コロムビア / BODY | 7インチレコード | AH-5044      | 17位     |      |
| 2   | 1989年5月21日 | 日本コロムビア / BODY | 8センチCD       | CA-8222      | 17位     |      |

## 収録アルバム
- 『Swingin' Daze』（1989年）
- 『THE WORLD OF RED WARRIORS』（1996年）
- 『SWINGIN' DAZE 21st CENTURY』（2019年） - ライブ・バージョンを収録。